# Koppel (familie med tyske aner)
Koppel er flere danske slægter. Indvandringen fra Tyskland foregik af flere omgange, så personer med slægtsnavnet Koppel med tyske aner behøver ikke at være beslægtede. Koppel-slægterne med tyske aner omfatter blandt andet:
- Marcus (Mortshe) Koppel (f. ca. 1751 Oberfranken, Bayern - d. ca. 1831 Fredericia),[1] gift med Edel Koppel (Levy Marcus) (f. 1760 Fredericia - d. 1816)

- Moses Marcus Koppel (f. 1793 - d. 1871) - Købmand, Fredericia, søn af Marcus (Mortshe) Koppel og Edel Koppel, gift med Henriette Dessauer (f. 1811 Kolding, d. 1892 København

- Menca Moses Koppel (f. 1833 Fredericia - d. 1904 København) søn af Moses Marcus Koppel og Henriette Dessauer, gift med Fanny Rosalie Koppel (Bendixen) (f. ca. 1835, d. ca. 1907)

- Valdemar Koppel (f. 1867, d. 1949) – chefredaktør og politiker, søn af Menca Moses Koppel og Fanny Rosalie Koppel, gift med Marie Elise Margrethe Koppel (Jørgensen) (f. 1880, d. 1974)

- Nils Koppel (f. 1914, d. 2009) – arkitekt, søn af Valdemar Koppel og Marie Elise Margrethe Koppel, gift med Eva Koppel (f. Ditlevsen) dansk arkitekt og designer
- Henning Koppel (f. 1918, d. 1981) - billedhugger og designer, søn af Valdemar Koppel og Marie Elise Margrethe Koppel, gift med Jytte Koppel (Petersen)

- Viggo Koppel (f. ca. 1876, d. ca. 1940 Tel Aviv) - jurist, kontorchef Skattedepartementet, søn af Menca Moses Koppel og Fanny Rosalie Koppel, udvadret til Palestina.

- Alexander Koppel (1846-1931) – generalkonsul (Josef Alexander (Sander) Jacob Koppel)[10][11][12]

- Henrik Koppel (sv) (1871-1934) – boghandler (Henrik Emil Morris Koppel)[13]

- Pelle Koppel – skuespiller , teaterinstruktør og dramatiker.[14]
- Nanna Koppel (1996) – børneskuespiller.